# Klostermühle Brandenburg
Die Klostermühle Brandenburg war eine Wassermühle am Iterbach in Aachen-Sief. Sie wurde im 16. Jahrhundert errichtet und 1926 stillgelegt. Die erhalten gebliebenen und umgebauten ehemaligen Mühlengebäude wurden 1984 unter Denkmalschutz gestellt.

## Geschichte
Der Ort Sief war bis zum Ersten Weltkrieg ein Ortsteil von Raeren und gehörte damit bis 1815 zum Herzogtum Limburg und anschließend zu Preußen. Im Rahmen des Versailler Vertrages  wurde der Ort zunächst zusammen mit der Gemeinde Raeren dem Land Belgien angeschlossen, jedoch aus wasserwirtschaftlichen Gründen am 1. Oktober 1921 an Deutschland zurückgegeben sowie am 1. November 1922 in die Stadt Aachen eingemeindet.
In diesem Ort Sief existierte im 14. Jahrhundert ein altes Lehnsgut des Aachener Marienstifts, das 1477 dem Orden vom Heiligen Kreuz übertragen wurde, der dieses Gut als Kloster Brandenburg umfunktionierte. Im Jahr 1585 erhielt der Orden durch den Herzog von Limburg die Genehmigung, an der Ostseite der Klosteranlage eine Getreide- und Ölmühle einzurichten, die unter anderem auch für das angeschlossene Brauhaus von Bedeutung war. Versorgt wurde die Mühle über einen Mühlenkanal, der von dem bereits vorhandenen Staubecken  des Iterbaches abzweigte und entlang der Gebäuderückseite verlief, wo sich das Wasserrad befand, um danach über einen neu angelegten Rücklaufkanal wieder dem Bach zugeführt zu werden.
Im Jahre 1704 fand ein Neu- und Umbau der Mühlengebäude durch Nicolaus de Hessel, den damaligen Prior des Klosters, statt. Diese bauliche Veränderung ist dokumentiert durch die lateinische Inschrift mit Wappenbild im Sturz des südlichen Eingangs, die da lautet: „REVERENDUS DOMINUS FRATER NICOLA..US DE HESSEL HUIUS DOMUS PRIOR ME CURAVIT AEDIFICARI AO 1704.“ (Der ehrenvolle Besitzer Bruder Nicolaus de Hessel und Prior dieses Hauses hat dafür gesorgt, dass ich gebaut/renoviert werde im Jahr 1704.)
Nach der Säkularisation des Klosters im Jahr 1784 wurde fünf Jahre später Kloster, Mühle und Brauhaus durch einen Notar an dem Eupener Kaufmann Aegidius Breuls (1742–1824) veräußert. Während der folgenden preußischen Zeit wurde die gesamte Anlage überwiegend landwirtschaftlich genutzt, wobei die Mühle in unterschiedlichen Verwendungen als Öl-, Mahl- und Lohmühle eingesetzt wurde. Erst einige Jahre nach dem Ersten Weltkrieg wurde sie stillgelegt, das Wasserrad entfernt, die Gräben verfüllt und schließlich 1928 die Mahlsteine demontiert. In den Folgejahren wechselten mehrfach die Besitzer auf Brandenburg, die die Anlage wiederum als landwirtschaftliches Gut nutzten und dabei das Mühlengebäude zum Viehstall umfunktioniert hatten.
Ab den 1970er Jahren verfiel der gesamte Gebäudekomplex zunehmend und erst nach dem Erwerb durch eine Bauherrengesellschaft  im Jahr 1981 konnten die alten Gebäude umfassend restauriert und zu Wohnungen umgebaut und 1984 unter Denkmalschutz gestellt werden. Bei diesen Umbaumaßnahmen ging jedoch der ehemalige Charakter des Mühlengebäudes endgültig verloren, da weder im Innen- noch im Außenbereich Zeugnisse ihrer Vergangenheit verwendet worden sind und für Außenstehende nichts auf die frühere Nutzung hindeutet.